# Mika Mármol
Mika Mármol Medina (Terrassa, 1 juli 2001) is een Spaans voetballer die doorgaans speelt als centrale verdediger. In augustus 2023 verruilde hij FC Andorra voor Las Palmas.

## Clubcarrière
Mármol speelde in de jeugd van FC Barcelona, maar ging twee jaar later voor Jàbac Terrassa spelen. Via CF Damm en opnieuw Jàbac Terrassa keerde hij in 2018 terug bij Barcelona. Hier maakte hij zijn professionele debuut in het tweede elftal op 12 oktober 2019. Op die dag werd door doelpunten van Monchu, Kike Saverio en Dani Morer met 3–0 gewonnen van Orihuela. Van coach García Pimienta moest Mármol op de reservebank beginnen en hij mocht in de tweede helft invallen voor Óscar Mingueza. Vanaf de zomer van 2020 maakte de centrale verdediger vast onderdeel uit van de selectie van FC Barcelona B en hier maakte hij ook steeds meer speelminuten. Aan het einde van het seizoen 2021/22 debuteerde Mármol in het eerste elftal. Tegen Getafe werd in de Primera División met 0–0 gelijkgespeeld en in de blessuretijd van de tweede helft mocht hij van coach Xavi Hernández invallen voor Alejandro Baldé.
Het zou bij deze wedstrijd blijven, want het contract van Mármol liep in de zomer van 2022 af en hierop tekende hij transfervrij voor FC Andorra, dat uitkwam op het tweede niveau in Spanje. Hier speelde hij in zevenendertig van de tweeënveertig competitieduels mee. Mármol zou maar een jaar in Andorra spelen, want in de zomer van 2023 maakte hij voor een bedrag van circa 1,9 miljoen euro de overstap naar Las Palmas, waar hij zijn handtekening zette onder een verbintenis voor de duur van drie seizoenen.

## Clubstatistieken
| Seizoen | Club           | Competitie         | Competitie | Competitie | Beker | Beker | Internationaal | Internationaal | Totaal | Totaal |
| Seizoen | Club           | Competitie         | Wed.       | Dlp.       | Wed.  | Dlp.  | Wed.           | Dlp.           | Wed.   | Dlp.   |
| ------- | -------------- | ------------------ | ---------- | ---------- | ----- | ----- | -------------- | -------------- | ------ | ------ |
| 2019/20 | FC Barcelona B | Segunda División B | 2          | 0          | —     | —     | —              | —              | 2      | 0      |
| 2020/21 | FC Barcelona B | Segunda División B | 25         | 2          | —     | —     | —              | —              | 25     | 2      |
| 2021/22 | FC Barcelona B | Primera Federación | 36         | 1          | —     | —     | —              | —              | 36     | 1      |
| 2021/22 | FC Barcelona   | Primera División   | 1          | 0          | 0     | 0     | 0              | 0              | 1      | 0      |
| 2022/23 | FC Andorra     | Segunda División A | 37         | 1          | 2     | 0     | —              | —              | 39     | 1      |
| 2023/24 | Las Palmas     | Primera División   | 36         | 0          | 0     | 0     | —              | —              | 36     | 0      |
| 2024/25 | Las Palmas     | Primera División   | 6          | 0          | 0     | 0     | —              | —              | 6      | 0      |
| Totaal  | Totaal         | Totaal             | 143        | 4          | 2     | 0     | 0              | 0              | 145    | 4      |

Bijgewerkt op 24 september 2024.